# ألفارو غارسيا كانتو
ألفارو غارسيا كانتو (بالإسبانية: Álvaro García Cantó)‏ (ولد في 7 يوليو 1986 في لا رومانا، أليكانتي، بلنسية) هو لاعب كرة قدم إسباني، يلعب لنادي قرطاجنة في دوري الدرجة الثانية الإسباني، في مركز الجناح الأيسر.

## وصلات خارجية
- ألفارو غارسيا كانتو على موقع قاعدة بيانات كرة القدم.إي يو (الإنجليزية)
- ألفارو غارسيا كانتو على موقع Soccerway.com (الإنجليزية)
- ألفارو غارسيا كانتو على موقع كووورة
- ألفارو غارسيا كانتو على موقع AS.com (الإسبانية)

- Alcoyano official profile[وصلة مكسورة] (بالإسبانية)
- BDFutbol profile
- Futbolme profile (بالإسبانية)
- Transfermarkt profile
- Stats and bio at Cadistas1910 (بالإسبانية)
- Official website (بالإسبانية)